# Incontro di Leone Magno con Attila

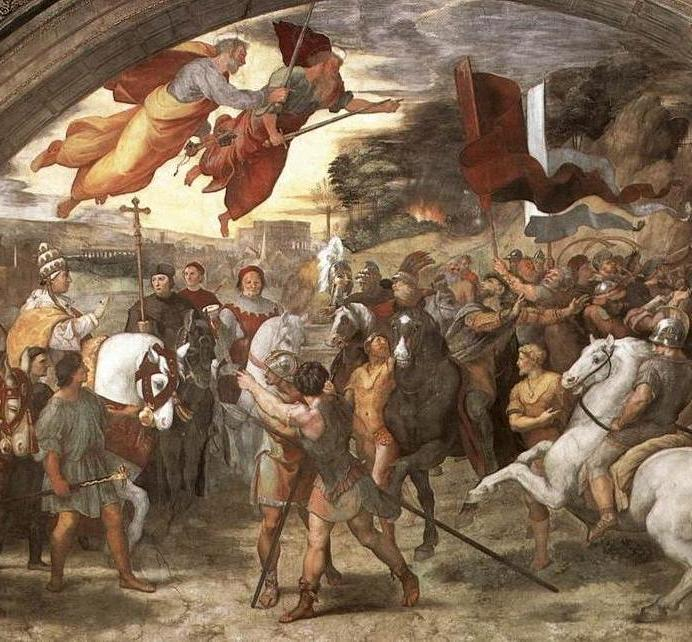
Dettaglio

L'Incontro di Leone Magno con Attila è un affresco (circa 660×500 cm) di Raffaello e aiuti, databile al 1513-1514 e situato nella Stanza di Eliodoro, una delle Stanze Vaticane. Una copia è presente anche nella Sala delle Galere a Palazzo Chigi. Come si può vedere dall'immagine del dipinto, si rappresenta Attila come un assassino, spietato, sanguinario re, dato che dietro di esso vi sono solo fuoco, macerie e città assaltate.

## Storia
I primi affreschi della stanza dal soggetto di questo affresco, vennero approntati da Raffaello già nell'estate del 1511, quando i lavori alla Stanza della Segnatura non erano ancora terminati. In particolare la scelta dei soggetti, legati a interventi miracolosi per la salvaguardia della Chiesa, venne suggerita dal pontefice e rifletteva il duro momento dopo le sconfitte contro i francesi, che avevano portato alla perdita di Bologna e alle minacce continue di eserciti stranieri nella penisola. L'Incontro di Leone Magno con Attila in particolare rappresentava la protezione divina della Chiesa contro i suoi nemici. Forse, nell'immediato, Giulio II voleva alludere alla recente battaglia di Ravenna.
Per eseguire l'affresco Raffaello dovette distruggere una serie di Condottieri del Bramantino. Non è chiaro se l'Incontro venne dipinto prima o dopo la Liberazione di san Pietro e quindi se sia il terzo o l'ultimo degli affreschi compiuti nella stanza. Sicuramente dovette essere eseguito già dopo la morte di Giulio II, e forse fu l'ultimo poiché in esso è più evidente la rottura della simmetria rispetto alle altre scene della stanza.
Tra gli aiuti di Raffaello ebbe probabilmente un ruolo importante Giulio Romano, a cui taluni assegnano intere parti dell'affresco. Roberto Longhi fece anche il nome di Lorenzo Lotto, ipotesi però oggi scartata per i limiti cronologici. Durante la Repubblica Romana instaurata dai giacobini e successivamente nel periodo napoleonico, i francesi elaborarono alcuni piani per staccare gli affreschi e renderli portabili. In fatti, venne espresso il desiderio di rimuovere gli affreschi di Raffaello dalle pareti delle Stanze Vaticane e inviarli in Francia, tra gli oggetti spediti al Musee Napoleon delle spoliazioni napoleoniche, ma questi non vennero mai realizzati a causa delle difficoltà tecniche e i tentativi falliti e disastrosi dei francesi presso la Chiesa di San Luigi dei Francesi a Roma.

## Descrizione e stile
La scena narra l'incontro, avvenuto nel 452 nei pressi del Mincio, tra Attila, re degli Unni, e Papa Leone I, il quale avrebbe distolto il bellicoso capo barbaro dall'invadere l'Italia. Come per la battaglia di Ponte Milvio, la chiesa cristiana ne aveva fatto un episodio miracoloso, con l'apparizione celeste di un vecchio in abiti sacerdotali che avrebbe terrorizzato gli assalitori, sostituito però da Raffaello dai santi Pietro e Paolo, protettori della città eterna. 
Raffaello ambientò la scena nei pressi di Roma, con evidenti richiami alla situazione politica contemporanea. Sullo sfondo a sinistra si riconosce infatti una città murata, una basilica, un acquedotto e il Colosseo, mentre il colle su cui divampa l'incendio, a destra, è Monte Mario.
I due gruppi contrapposti sono quanto di più diverso. Il gruppo degli Unni si slancia estremamente dinamico e furente, bloccato però dalla sfolgorante apparizione degli apostoli armati di spada in cielo. A sinistra invece il papa, col suo corteo, procede ordinato e pacato nella sua infallibilità. Una tale differenziazione è rispecchiata anche nel paesaggio, placido a sinistra, sconvolto dal fuoco e dalla rovina a destra. Le fattezze del pontefice sono quelle di Leone X, subentrato a Giulio II che era morto nel 1513, anche per l'omonimia con Leone I. Il nuovo papa figurava però già come cardinale nell'affresco, l'ultimo a sinistra. L'idea dell'omonimia piacque al nuovo pontefice, che lo scelse come tema per la stanza successiva, la stanza dell'Incendio di Borgo, in cui le composizioni asimmetriche sono la dominante stilistica.